# جمعية تنظيم الأسرة البريطانية
جمعية تنظيم الأسرة البريطانية هي جمعية خيرية مسجلة في المملكة المتحدة (تحت رقم 250187) تعمل على تمكين الناس من اتخاذ قرارات مستنيرة بشأن الجنس والتمتع بالصحة الجنسية. تتبع تلك الجمعية الرابطة الوطنية للاتحاد الدولي لتنظيم الأسرة في المملكة المتحدة. احتفلت الجمعية بالذكرى السنوية ال 80 في عام 2010. شعار الجمعية هو «الحديث عن الشعور بالجنس».

## التاريخ
تأسست جمعية تنظيم الأسرة في عام 1930 عندما اندمجت خمس جمعيات لتنظيم النسل لتشكيل المجلس الوطني لتنظيم النسل. كان تشارلز فيكيري دريسدال فرس بمثابة العامل الحاسم في تأسيس الجمعية. كان الغرض المعلن من الجمعية هو «أن يتزوج الأشخاص المرتبطون أو يحدوا من عدد أفراد أسرهم، وبالتالي يخففون من تبعات الصحة والفقر». غيرت جمعيات تنظيم النسل اسمها إلى الجمعية الوطنية لتنظيم النسل في عام 1931، ثم إلى جمعية تنظيم الأسرة في عام 1939. عُرفت تلك المنظمة منذ عام 1998 بذلك الاسم.
كانت الخدمات المقدمة للمتزوجين تُقدم في الأصل في الخمسينيات من القرن الماضي وتشمل مشورة ما قبل الزواج للنساء، على الرغم من الحاجة في كثير من الأحيان إلى إثباتات من قبل الطبيب أو طبيب الأسرة قبل تقديم وسائل منع الحمل.
خلال الستينات، تغيرت المواقف الاجتماعية والجنسية بشكل كبير. وُصِفت حبوب منع الحمل لأول مرة في عيادات جمعية تنظيم الأسرة في عام 1961، وفي غضون عشر سنوات كانت تُستخدم من قبل أكثر من مليون امرأة. جلبت هذه الطريقة الموثوق بها للغاية إحساسًا جديدًا من الحرية الجنسية للرجال والنساء.
بحلول عام 1970، كانت عيادات جمعية تنظيم الأسرة تقدم المشورة والعلاج دون قيود. في عام 1974، سلمت جمعية تنظيم الأسرة   أكثر من 1,000 عيادة إلى وزارة الصحة عندما أصبحت حبوب منع الحمل تُوزع مجانًا للجميع. ولا يزال تنظيم الأسرة جزءًا من الخدمة الصحية.

## القيادة
شغلت مارغريت بيكي أوب منصب أول مديرة للمنظمة. بعد وفاة بيكي في عام 1967، تولى جان مدوار منصب الرئيس.
واعتبارًا من عام 2010، تولت منصب رئيسة جمعية تنظيم الأسرة البارونة غولد من بوترنيوتون؛ ومن بين نواب الرئيس كان جاكى ليت، وجوان رودوك عضو البرلمان، والبارونيس تونج. بالإضافة إلى ذلك يتم توجيه جمعية تنظيم الأسرة من قبل مجلس أمناء مكون من 12 عضو؛ يترأس مجلس الأمناء هذا الدكتور فال يوم ونائب الرئيس هو بول وودوارد. أصبحت جولي بنتلي في يناير 2008 الرئيس التنفيذي، واستلمت المنصب من آن ويمان أوب، التي رأست المنظمة لمدة 11 عامًا.
في أكتوبر 2012، أصبح الدكتور أودري سيمبسون أوب الرئيس التنفيذي لجمعية تنظيم الأسرة وتسلم المنصب من جولي بنتلي، التي شغلت هذا المنصب في السابق لمدة خمس سنوات.

## الأنشطة الحالية
يهدف البرنامج إلى تحسين معرفة الجمهور بالصحة الجنسية. وتقوم المنظمة بتنظيم دورات تدريبية ومشاريع للمهنيين والأجداد والآباء ومقدمي الرعاية والشباب، وتوفر الجمعية معلومات وخدمات صحفية لتوصيل معلومات عن الصحة الجنسية على نطاق أوسع.
ويدير مكتب التحقيقات الاتحادي خدمة تحقيق تقدم معلومات سرية ونصائح بشأن منع الحمل؛ والأمراض المنقولة جنسيًا؛ وخيارات الحمل؛ والإجهاض، والتخطيط للحمل. وتتكون خدمة التحقيق من خط المساعدة وخدمة التحقيق على شبكة الإنترنت (Ask WES).
كما توفر جمعية تنظيم الأسرة وسائل منع الحمل والصحة الجنسية والطب البولي التناسلي وعيادات ومراكز الإحالة في حالات الاعتداء الجنسي. وفي أيرلندا الشمالية، حيث يصعب الحصول على الإجهاض، تقدم الرابطة خدمات المشورة للحمل غير المخطط له.
تُموَّل الجمعية من قبل وزارة الصحة بإنجلترا لتوفير مجموعة واسعة من الكتيبات عن وسائل منع الحمل، والأمراض المنقولة جنسيًا الشائعة، وخيارات الحمل، والإجهاض، والتخطيط للحمل. يتم توزيع هذه الوسائل بحرية في جميع أنحاء إنجلترا لخدمات الصحة الجنسية.
وتشكل الحملات جزءًا أساسيًا من عمل الرابطة. لعبت تلك الحملات دورًا كبيرًا في توفير وسائل منع الحمل المجانية من خلال منافذ وزارة الصحة في جميع أنحاء المملكة المتحدة بما في ذلك حملات حول الإجهاض للحفاظ على حقوق الأم. وفي أيار / مايو 2008، مُنعت جمعية تنظيم الأسرة وغيرها من المجموعات المؤيدة للاختيار من تخفيض المهلة المحددة للإجهاض لمدة 24 أسبوعا، والتي نوقشت في مجلس العموم. وتحاول المنظمة الآن تحديث قوانين الإجهاض في جميع أنحاء المملكة المتحدة.
في عام 2010، احتفلت الجمعية بمرور 80 عامًا على إنشائها وأُعيد تسويقها مع شعار جديد للوصول إلى المزيد من الناس مع توعيتهم حول الصحة الجنسية والجنس والعلاقات. وخلال العام نفسه، أسست الجمعية أيضًا نادي «أكيفرز» للاعتراف بالأشخاص الذين قدموا مساهمات كبيرة لتحسين الصحة الجنسية في المملكة المتحدة. «أداة منع الحمل الخاصة بي»، هي أداة على الإنترنت لمساعدة الناس على اختيار وسائل منع الحمل، أطلقتها جمعية تنظيم الأسرة وبروك. وفي تشرين الأول / أكتوبر 2010، عقدت الرابطة أيضًا أول مؤتمر من جميع أنحاء أيرلندا بشأن الإجهاض للممارسين الطبيين.

## الانتقادات
بسبب الطبيعة العاطفية لبعض المواضيع التي تتناولها جمعية تنظيم الأسرة - على سبيل المثال، الإجهاض - انتُقدت المؤسسة الخيرية من قبل عدد من الجماعات الدينية والسياسية المؤيدة للحياة. وتحتج هذه الجماعات عمومًا على أساس أن لجميع الأجنة الحق في الحياة؛ وأن التثقيف الصحي الجنسي يؤدي إلى التشابك؛ وأن منع الحمل هو ضد تعاليم الكتاب المقدس، ولأسباب مماثلة أخرى.
وفي السنوات الأولى من تأسيس الجمعية، ألقى المُعارضون أشياءًا كثيرة على مقارّ العيادات، وهُدد المتطوعون العاملون بالجمعية.
في الوقت الحاضر، كثيرًا ما يعقد المعارضون احتجاجات خارج مكتب الجمعية في بلفاست.